# Porostomata
Porostomata è un sottordine di molluschi nudibranchi.

## Superfamiglie
- Arminoidea (Iredale & O'Donoghue, 1923)
- Dendronotoidea
- Euarminoidea
- Leptognatha
- Pachygnatha
- Rhodopoidea